# Erland Carlsson Broman
Erland Carlsson Broman, född 1704 i Bergby i Vendels socken i Uppland, död 19 januari 1757, var en svensk ämbetsman och Fredrik I:s gunstling.
Broman, tillhörande adliga ätten Broman, kom sedan han 1722 utnämnts till hovjunkare i beröring med kung Fredrik, som i honom såg en glad umgängesbror och en tjänstvillig medhjälpare i hans kärleksaffärer. Hans karriär inom hovet började med att han 1731 som mellanhand lyckades få 17-åriga Hedvig Taube att bli den 55-årige kungens älskarinna.  Som tack för den och liknande tjänster översköljdes han av titlar och pengar: kammarherre 1731, assessor i kommerskollegiet 1734, kommerseråd 1739, hovmarskalk 1741 och president i kommerskollegiet 1747. När serafimerorden instiftades prydde kungen sin gunstling 1748 med riddarvärdigheten av denna orden då han antog valspråket "Alteri vivas, si tibi vis". Broman utnyttjade fördomsfritt sin ställning som kungens förtrogne och tog gärna emot mutor för att "hjälpa till" vid utnämningar et cetera. I politiken höll han sig i regel till hattpartiet.
Carl Gustaf Tessin observerade att nyckelframgången i Bromans karriär var att han tidigt lärt sig att improvisera sig ut ur svåra situationer. Tessin sade att Broman "alltid köpte och sålde, och kunde få ut mer pengar ur en kyckling än vad de flesta människor skulle få för en spansk märr". Axel von Fersen den äldre avfärdar Broman på ett par rader som "en man, som kände varken ära eller redlighet" och vars alla gärningar "voro utmärkta av egennytta och nedrigheter". 
Bland de fastigheter som Broman ägde kan nämnas Rosersbergs slott som efter hans död köptes av staten och blev ett av de kungliga slotten, Segersjö herrgård, Ekholmens slott, Vallstanäs herrgård och Petersenska huset på Munkbron i Gamla stan.
Vid sin död, sex år efter kung Fredrik, var han fattig sina stora inkomster till trots, på grund av spel, slöseri och vidlyftiga fastighetsaffärer.